# DeVaughn Nixon
DeVaughn Nixon, född 8 juli 1983 i Los Angeles, är en amerikansk skådespelare.
Nixon har bland annat medverkat i TV-serien Winning Time: The Rise of the Lakers Dynasty. Han har även medverkat i filmerna Bodyguard och Prom.

## Filmografi (i urval)
- 1992 – Bodyguard
- 2011 – Prom
- 2022 – Winning Time: The Rise of the Lakers Dynasty (TV-serie)